# میضار
میضار (به فرانسوی: Midar) یک منطقهٔ مسکونی در مراکش است که در استان دریوش واقع شده‌است.
 میضار  ۱۷٬۰۳۰ نفر جمعیت دارد.